# Патрульні кораблі типу «Кнуд Расмуссен»
Патрульні кораблі типу «Кнуд Расмуссен» (англ. Knud Rasmussen class) — перебувають на озброєнні ВМС Данії з 2008 року. Кораблі, повною водотоннажністю близько 2000 тонн, здатні патрулювати на великій відстані від берега.
Станом на 2021 рік для ВМС Данії побудовано три такі кораблі.

## Озброєння
Озброєння складається з 76-мм артилерійської установки, ЗРК RIM-162 ESSM, двох двотрубних торпедних апаратів для торпед MU90 Impact та двох 12,7-мм кулеметів. Корабель оснащений гелікоптерним майданчиком.
Завдяки модульній системі StanFlex (як і у патрульних катерів типу «Флювефіскен») склад озброєння може бути змінений.

## Тактико-технічні характеристики
Кораблі мають такі характеристики:
- Швидкість судна 17 вузлів.
- Дальність плавання 3000 миль.
- Екіпаж 18 осіб, плюс авіаперсонал та додаткові місця (загалом корабель здатен розмістити 43 особи).

## Оператори
Можливі
- Україна: за словами директора департаменту Мінстратегпрому України Дмитра Волошенкова, станом на 2021 рік Україна розглядала можливість будівництва на вітчизняних підприємствах нових військових кораблів для ВМС України за проєктами данських компаній. Зокрема, велись переговори стосовно перспективи будівництва на українському підприємстві багатоцільових патрульних кораблів типу «Кнуд Расмуссен» для українського флоту[1].